# Pac-Man Dash!
Pac-Man Dash! est un jeu vidéo de type runner développé par M2 et édité par Namco Bandai Games, sorti en 2013 sur iOS et Android.

## Accueil
- Gamezebo : 3/5[1]
- Pocket Gamer : 3/5[2]
- TouchArcade : 3/5[3]